# Vittorio Sella

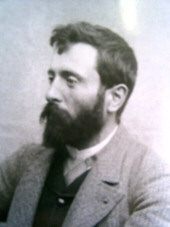
Vittorio Sella (1889)

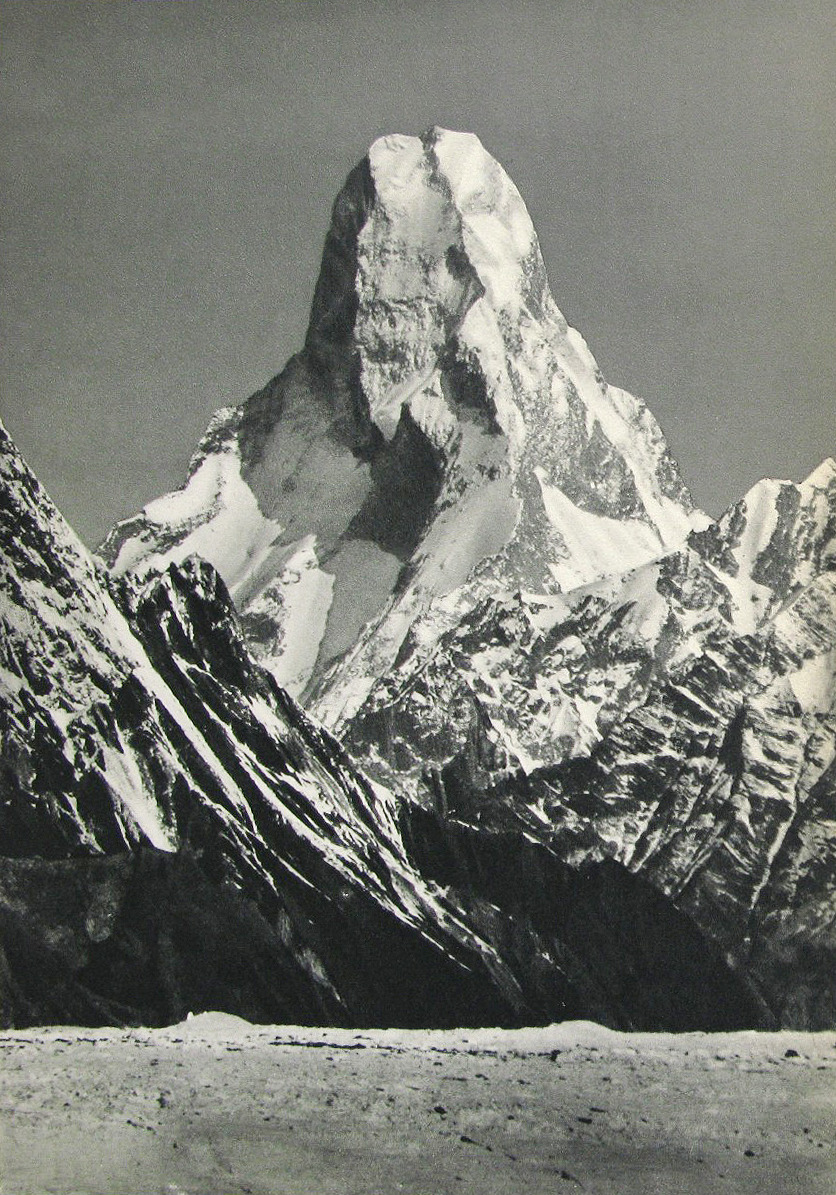
Fotografie Sellas vom Muztagh Tower, 1909

Vittorio Sella (* 28. August 1859 in Biella, Region Piemont; † 12. August 1943 ebenda) war ein italienischer Alpinist und Bergfotograf. Seine Aufnahmen dokumentierten den Alpenraum zum ersten Mal systematisch.

## Leben
Sein Vater, Giuseppe Venanzio Sella, verfasste mit dem Buch Plico del fotografo 1853 das erste italienische Buch über Fotografie, sein Onkel Quintino Sella leitete 1863 die erste italienische Besteigung des Monviso und gründete am 23. Oktober 1863 den Club Alpino Italiano (CAI) mit.
Als Alpinist gelang Vittorio Sella unter anderem die Wintererstbegehung des Südwestgrates des Matterhorns am 17. März 1882 zusammen mit den Brüdern Jean Antoine, Jean Baptiste und Louis Carrel. Gemeinsam mit seinem Freund Luigi Amadeo di Savoia bereiste er Alaska, das ostafrikanische Ruwenzori-Gebirge und 1909 den Karakorum.
Im Jahr 1899 begleitete Sella den britischen Alpinisten Douglas Freshfield bei dessen Kangchendzönga-Expedition.
Sella begann im Alter von zwanzig Jahren zu fotografieren. Die hervorragende Qualität seiner Fotografien lässt sich dadurch erklären, dass er mit 30 × 36 cm Fotoplatten arbeitete, die er trotz Gewicht und Zerbrechlichkeit bei seinen Besteigungen mit sich trug. Er verwendete das „nasse Collodiumverfahren“. Sella arbeitete zehn Jahre an einer systematischen fotografischen Erfassung des Alpenraums. Einige von Sellas Werken sind im Museo Nazionale della Montagna – Duca degli Abruzzi, ausgestellt. Die Gesamtkollektion wird von der Fondazione Sella in Biella verwaltet.